# Bob Sapp
Robert Malcolm Sapp (Colorado Springs, 22 de setembro de 1973), conhecido como Bob Sapp, é um kickboxer e lutador de artes marciais mistas (MMA), ator e jogador de futebol americano estadunidense.
Sua carreira cinematográfica inclui pequenas participações em outros filmes como Big Stan (2007), Frankenhood (2009), Blood and Bone (2009), Player 5150 (2008), The Breakout (2008) e Conan (2011) mais recentemente. Em seu currículo tem uma participação no filme "Golpe Baixo", no qual interpreta um presidiário.
Possui uma estatura de 1,96 m de altura, aparentando ser extremamente forte com seus 149 kg, ele é conhecido como The Beast (A Besta). Participou de várias lutas no MMA, inclusive contra o brasileiro Rodrigo Minotauro, da qual saiu derrotado com uma chave de braço. Conhecido por sua grande força e por sua  baixa resistência a golpes em seu rosto e torso, o que diferencia de seu nome The Beast, em muitas lutas foi derrotado por lutadores de menor porte com poucos golpes, fazendo-o desistir de continuar a luta. Ele também foi um lutador de kickboxing no Japão, e lutou com grandes lutadores, como o Mirko "Cro Cop" Filipovic, na qual saiu derrotado após um chute na costela e um soco no rosto no primeiro round. Também foi Pro Wrestler no Japão na empresa IWGP no ano de 2003, poucos meses depois de estrear, se tornou campeão dos pesos-pesados, mas depois que perdeu uma luta de MMA o seu titulo foi retirado sem motivo.

## Cartel no MMA
| Cartel no MMA       |             |             |
| 33 lutas            | 12 vitórias | 20 derrotas |
| Por nocaute         | 8           | 10          |
| Por finalização     | 3           | 9           |
| Por decisão         | 1           | 0           |
| Por desqualificação | 0           | 1           |
| Empates             | 1           | 1           |

| Res.    | Cartel  | Oponente                    | Método                         | Evento                                      | Data       | Round | Tempo | Local               | Notas                                                                                   |
| ------- | ------- | --------------------------- | ------------------------------ | ------------------------------------------- | ---------- | ----- | ----- | ------------------- | --------------------------------------------------------------------------------------- |
| Vitória | 12–20–1 | Abdelrahman Shalan          | Decisão (unânime)              | Rizin 13                                    | 30/09/2018 | 3     | 3:00  | Saitama             |                                                                                         |
| Derrota | 11–20–1 | Aori Gele                   | Nocaute Técnico (socos)        | Road FC 32                                  | 02/07/2016 | 1     | 0:35  | Changsha, Hunan     |                                                                                         |
| Derrota | 11–19–1 | Edson França                | Finalização (mata-leão)        | OX MMA                                      | 08/08/2013 | 1     | 0:35  | Fortaleza, Ceará    |                                                                                         |
| Derrota | 11–18–1 | Aleksander Emelianenko      | Nocaute Técnico (socos)        | Legend Fighting Show                        | 25/05/2013 | 1     | 1:18  | Moscou              |                                                                                         |
| Derrota | 11–17–1 | Dusan Panajotovic           | Finalização (socos)            | Night of the Champions 2012                 | 15/09/2012 | 1     | 1:28  | Belgrado            |                                                                                         |
| Derrota | 11–16–1 | Jong Dae Kim                | Nocaute Técnico (socos)        | Road FC 8                                   | 16/06/2012 | 2     | 1:58  | Wonju, Gangwon      |                                                                                         |
| Derrota | 11–15–1 | Tolegen Akylbekov           | Finalização (socos)            | Bushido Lithuania vol.51                    | 08/06/2012 | 1     | 1:29  | Astana              |                                                                                         |
| Derrota | 11–14–1 | Soa Palelei                 | Nocaute Técnico (socos)        | Cage Fighting Championship 21               | 18/05/2012 | 1     | 0:12  | Sydney              |                                                                                         |
| Derrota | 11–13–1 | Mariusz Pudzianowski        | Nocaute Técnico (socos)        | KSW XIX                                     | 12/05/2012 | 1     | 0:40  | Łódź                |                                                                                         |
| Derrota | 11–12–1 | James Thompson              | Finalização (lesão na perna)   | SFL 1                                       | 11/03/2012 | 1     | 1:56  | Mumbai              |                                                                                         |
| Derrota | 11–11–1 | Rolles Gracie               | Finalização (socos)            | ONE Fighting Championship: Battle of Heroes | 11/02/2012 | 1     | 1:18  | Jacarta             |                                                                                         |
| Derrota | 11–10–1 | Alexander Otsuka            | Desqualificação (slam ilegal)  | Accel - Vol. 18: X'mas Seiya Matsuri        | 25/12/2011 | 1     | 3:04  | Kobe, Hyogo         |                                                                                         |
| Derrota | 11–9–1  | Maro Perak                  | Nocaute Técnico (socos)        | Noc Gladijatora 6                           | 16/12/2011 | 1     | 3:04  | Dubrovnik           |                                                                                         |
| Derrota | 11–8–1  | Attila Uçar                 | Finalização (chave de aquiles) | Premium Fight Night                         | 30/04/2011 | 1     | 0:56  | Viena               |                                                                                         |
| Derrota | 11–7–1  | Stav Economou               | Nocaute Técnico (socos)        | ADFC: Round 3                               | 11/03/2011 | 1     | 1:45  | Abu Dhabi           |                                                                                         |
| Vitória | 11–6–1  | Sascha Weinpolter           | Nocaute Técnico (marteladas)   | K-1 ColliZion 2010 Croatia                  | 27/03/2010 | 1     | 2:03  | Split               |                                                                                         |
| Derrota | 10–6–1  | Rameau Thierry Sokoudjou    | Nocaute Técnico (socos)        | Dream 11                                    | 06/10/2009 | 1     | 1:31  | Yokohama, Kanagawa  | Semifinal do Grand Prix DREAM Super Hulk; Sokoudjou entrou substituindo Gegard Mousasi. |
| Derrota | 10–5–1  | Bobby Lashley               | Finalização (socos)            | Fight Force International: Ultimate Chaos   | 27/06/2009 | 1     | 3:18  | Biloxi, Mississippi |                                                                                         |
| Derrota | 10–4–1  | Ikuhisa Minowa              | Finalização (chave de aquiles) | Dream 9                                     | 26/05/2009 | 1     | 1:16  | Yokohama, Kanagawa  | Quartas de final do Grand Prix DREAM Super Hulk.                                        |
| Vitória | 10–3–1  | Akihito Tanaka              | Nocaute Técnico (socos)        | Fields Dynamite!! 2008                      | 31/12/2008 | 1     | 5:22  | Saitama             |                                                                                         |
| Derrota | 9–3–1   | Jan Nortje                  | Nocaute Técnico (socos)        | Strikeforce: At The Dome                    | 23/02/2008 | 1     | 0:55  | Tacoma, Washington  |                                                                                         |
| Vitória | 9–2–1   | Bobby Ologun                | Nocaute Técnico (socos)        | K-1 Premium 2007 Dynamite!!                 | 31/12/2007 | 1     | 4:10  | Osaka               |                                                                                         |
| Vitória | 8–2–1   | Kim Jong Wang               | Nocaute Técnico (socos)        | Hero's 2005 in Seoul                        | 05/11/2005 | 1     | 0:08  | Seul                |                                                                                         |
| Vitória | 7–2–1   | Alan Karaev                 | Nocaute (soco)                 | Hero's 2                                    | 06/07/2005 | 1     | 3:44  | Tóquio              |                                                                                         |
| Vitória | 6–2–1   | Min-Soo Kim                 | Nocaute Técnico (socos)        | Hero's 1                                    | 26/03/2005 | 1     | 1:12  | Saitama             |                                                                                         |
| Empate  | 5–2–1   | Jérôme Le Banner            | Empate                         | K-1 PREMIUM 2004 Dynamite!!                 | 31/12/2004 | 3     | 3:00  | Tóquio              | Luta válida com as regras do MMA e K-1.                                                 |
| Derrota | 5–2     | Kazuyuki Fujita             | Finalização (chave de pernas)  | K-1 MMA ROMANEX                             | 22/05/2004 | 1     | 2:15  | Saitama             |                                                                                         |
| Vitória | 5–1     | Dolgorsürengiin Sumyaabazar | Nocaute Técnico (lesão no pé)  | K-1 Beast 2004 in Niigata                   | 14/03/2004 | 1     | 5:00  | Niigata             |                                                                                         |
| Vitória | 4–1     | Stefan Gamlin               | Finalização (guilhotina em pé) | K-1 Japan Grand Prix 2003                   | 21/09/2003 | 1     | 0:52  | Yokohama            |                                                                                         |
| Vitória | 3–1     | Yoshihiro Takayama          | Finalização (chave de braço)   | Inoki Bom-Ba-Ye 2002                        | 31/12/2002 | 1     | 2:16  | Saitama             |                                                                                         |
| Derrota | 2–1     | Antônio Rodrigo Nogueira    | Finalização (chave de braço)   | Pride Shockwave                             | 28/08/2002 | 2     | 4:03  | Tóquio              |                                                                                         |
| Vitória | 2–0     | Kiyoshi Tamura              | Nocaute (socos)                | Pride 21                                    | 23/06/2002 | 1     | 0:11  | Saitama             |                                                                                         |
| Vitória | 1–0     | Yoshihisa Yamamoto          | Nocaute (socos)                | Pride 20                                    | 28/04/2002 | 1     | 2:44  | Yokohama            |                                                                                         |